# Rezerwat Dagestański
Rezerwat Dagestański (ros. Государственный природный заповедник «Дагестанский») – ścisły rezerwat przyrody (zapowiednik) w Dagestanie w Rosji. Znajduje się w rejonach kumtorkalinskim i tarumowskim. Jego obszar wynosi 190,61 km² (w tym wody morskie 93 km²), a strefa ochronna 210,65 km². Rezerwat został utworzony dekretem rządu Rosyjskiej Federacyjnej Socjalistycznej Republiki Radzieckiej z dnia 9 stycznia 1987 roku. Posiada status ostoi ptaków o znaczeniu międzynarodowym IBA. Dyrekcja rezerwatu znajduje się w mieście Machaczkała.

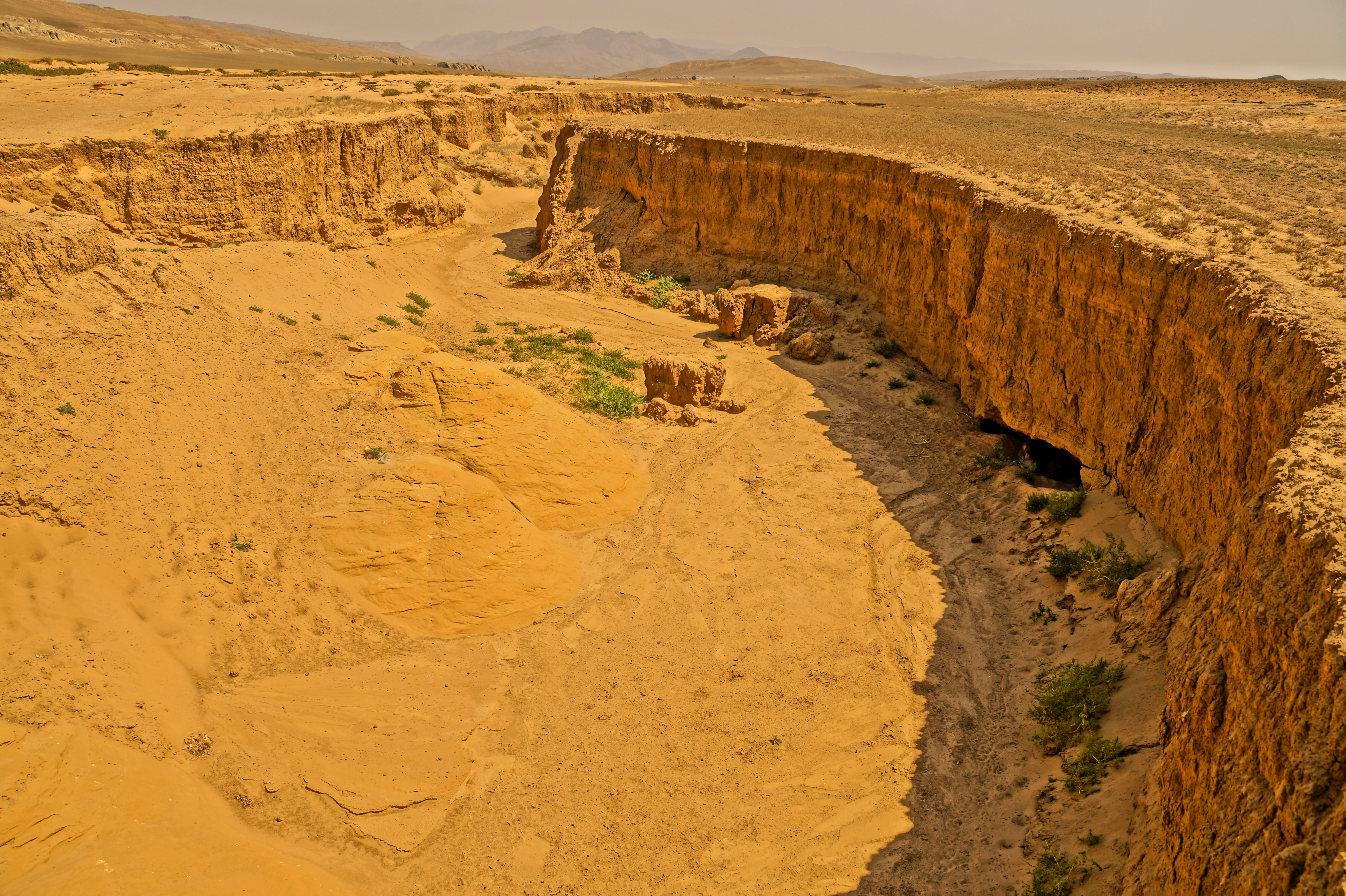
Koryto jednego z górskich potoków wysychających latem w rejonie wydmy Sary-Kum

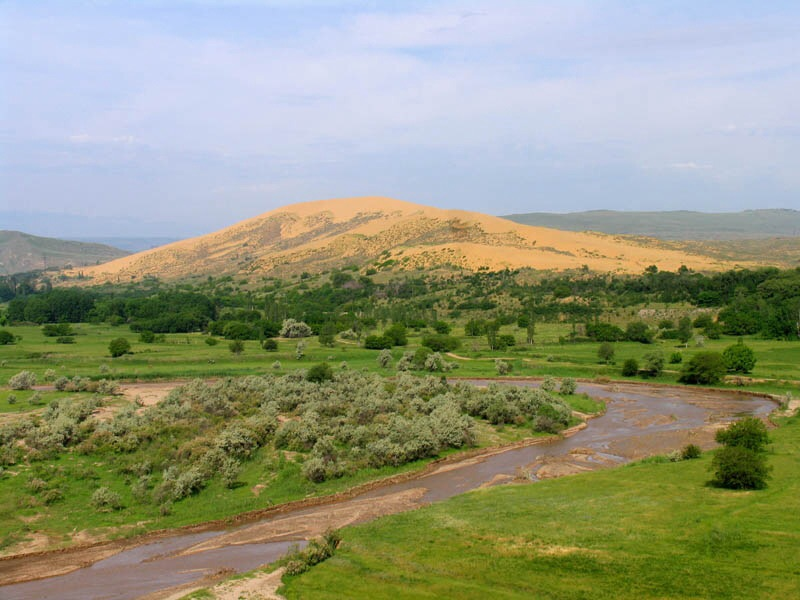
Sary-Kum

## Opis
Rezerwat składa się z dwóch części: 
Kizliarskij Zaliw (184,85  km²). Obejmuje płytkie wody morskie oraz wybrzeże zatoki Morza Kaspijskiego o tej samej nazwie u ujścia rzeki Kuma. Jest to część Niziny Terecko-Kumskiej leżąca 28 metrów poniżej poziomu morza.
Sarykumskije Barchany (5,76 km²). Obejmuje system wydm o tej samej nazwie leżący u podnóża północnych zboczy pasma górskiego Narat-Tiube, na lewym brzegu rzeki Szura-Ozień. Znajduje się tu jedna z największych wydm w Eurazji – Sary-Kum. 
Klimat w rejonie zatoki jest suchy kontynentalny. Najzimniejszym miesiącem jest styczeń ze średnią temperaturą +1 ºС, najcieplejszym lipiec ze średnią temperaturą +25,6 ºС.

## Flora
Kizliarskij Zaliw
Zatoka o średniej głębokości zaledwie 2 metrów ma linię brzegową mocno poprzecinaną ujściami rzek. Brzegi zatoki są podmokłe, porośnięte gęstymi trzcinami i pałkami. Rosną tu też m.in.: pałka wysmukła, łączeń baldaszkowy, żabieniec babka wodna. W miarę oddalania się od wody łąki zamieniają się w półpustynie. Sama zatoka jest bogata w roślinność wodną. Płytkie wody porośnięte są m.in. grzybieńczykiem wodnym, rzęsą trójrowkową, jezierzą mniejszą, salwinią pływającą i rdestnicą pływającą.
Występują tu tak rzadkie i chronione gatunki jak m.in.: kłoć wiechowata, grzybienie białe, kotewka orzech wodny, pływacz zwyczajny.
Sarykumskije Barchany
Wierzchołek wydmy pozbawiony jest roślinności ze względu na ciągły ruch piasków. W górnej części zboczy na ruchomych piaskach rośnie wydmuchrzyca z gatunku Leymus racemosus, bylica z gatunku Artemisia arenaria i urzet z gatunku Isatis sabulosa. Z krzewów na zboczach wydmy rośnie tamaryszek rozgałęziony i calligonum aphyllum.

## Fauna
Kizliarskij Zaliw
Żyją tu takie ssaki jak np.: dzik euroazjatycki, jenot azjatycki, kot błotny, piżmak amerykański, lis rudy, wilk szary, tchórz stepowy. Z gadów występuje m.in.: żmija łąkowa, żmija z gatunku Vipera renardi, żółw śródziemnomorski, zaskroniec zwyczajny, stepniarka bystra, zaskroniec rybołów, agama kaukaska. 
Awifauna zatoki wyróżnia się dużą różnorodnością. Żyją tu m.in.: łabędź niemy, bielik, błotniak stawowy, pelikan kędzierzawy, nur czarnoszyi, kormoran zwyczajny, czapla biała, czapla purpurowa. W sumie w rejonie zatoki, w jej otulinie i na terytoriach przyległych zarejestrowano 250 gatunków ptaków.
Północno-wschodnie obrzeża zatoki są miejscem żerowania jedynego gatunku płetwonogich na Morzu Kaspijskim – foki kaspijskiej. 
Sarykumskije Barchany
Na wydmach i w ich okolicach pospolite gatunki to m.in.: wilk szary, chomik szary, lis rudy, stepojeż uszaty, kot błotny, żbik europejski, jeż anatolijski, szakal złocisty, łasica pospolita, borsuk europejski.
Spośród gadów i płazów najbardziej charakterystyczne są: ropucha zielona, żaba śmieszka, żółw śródziemnomorski, jaszczurka z gatunku Lacerta strigata, boa piaskowy, połoz wysmukły, połoz kaspijski, malpolon, żmija lewantyńska, agama kaukaska.
Awifauna tej części rezerwatu wyróżnia się także dużą różnorodnością ptaków. Żyje tu m.in.: błotniak łąkowy, kurhannik, krogulec krótkonogi, gadożer zwyczajny, orzeł cesarski, orzeł przedni, sęp płowy, krogulec zwyczajny, orzeł cesarski, pustułka zwyczajna, góropatwa azjatycka, puchacz zwyczajny, pelikan kędzierzawy, bernikla rdzawoszyja, drop zwyczajny.
Łącznie stwierdzono tu 251 gatunków kręgowców lądowych, w tym 4 gatunki płazów, 21 gatunków gadów, 194 gatunki ptaków i 32 gatunki ssaków. Spośród nich 46 gatunków jest rzadkich i zagrożonych. 